# Turnera argentea
Turnera argentea är en passionsblomsväxtart som beskrevs av M.M. Arbo. Turnera argentea ingår i släktet Turnera och familjen passionsblomsväxter. Inga underarter finns listade i Catalogue of Life.